# Chama (pleme)
Chama (Ese'Ejja) je pleme američkih Indijanaca jezične porodice Tacanan nastanjeno duž rijeka Madre de Dios, Tambopata i Heath u Boliviji i Peruu. Ovi Indijanci nazivaju se i Ese'Ejja (Esseejja). Grupa se dijeli na par skupina, to su Chama ili Ese'Ejja i Guacanahua u Boliviji i grupa poznata kao Guarayo ili Huarayo ili Tiatinagua iz Perua koji možda imaju pripadnika i na bolivijskoj strani. Sve se ove grupe zajedno nazivaju Tiatinaguan i govore srodnim dijalektima. Prema Von Hasselu 1905. godine bilo ih je 3,000.